# (8913) 1995 YB2
(8913) 1995 YB2 est un objet de la ceinture principale extérieure de 19,853 km de diamètre découvert en 1995.

## Description
(8913) 1995 YB2 a été découvert le 22 décembre 1995 à l'Observatoire du Haleakalā, un centre de recherche astronomique américain faisant partie de l'Institut d'astronomie de l'Université de Hawaï situé au sommet du volcan Haleakalā sur l'île de Maui, par le programme Near Earth Asteroid Tracking (NEAT).

### Caractéristiques orbitales
L'orbite de cet astéroïde est caractérisée par un demi-grand axe de 3,96 UA, un périhélie de 3,45 UA, une excentricité de 0,13 et une inclinaison de 1,86° par rapport à l'écliptique. Du fait de ces caractéristiques, à savoir un demi-grand axe entre 3,2 et 4,6 UA, il est classé, selon la JPL Small-Body Database, comme objet de la ceinture principale extérieure.

### Caractéristiques physiques
(8913) 1995 YB2 a une magnitude absolue (H) de 12,6 et un albédo estimé à 0,045, ce qui permet de calculer un diamètre de 19,853 km. Ces résultats ont été obtenus grâce aux observations du Wide-field Infrared Survey Explorer (WISE), un télescope spatial américain mis en orbite en 2009 et observant l'ensemble du ciel dans l'infrarouge, et publiés en 2012 dans un article regroupant les caractéristiques de 1 023 astéroïdes du groupe de Hilda.